# Кошулень
Кошулень, Кошулені (рум. Coșuleni) — село у повіті Ботошані в Румунії. Входить до складу комуни Белушень.
Село розташоване на відстані 364 км на північ від Бухареста, 9 км на південний схід від Ботошань, 85 км на північний захід від Ясс.

## Населення
За даними перепису населення 2002 року у селі проживали 244 особи, усі — румуни. Усі жителі села рідною мовою назвали румунську.